# 廖笃材进士墓
廖笃材进士墓，是清朝道光进士、雷州府学教授廖笃材的墓葬，位于中国广东省河源市紫金县龙窝桂山村，为紫金县的一个县级文物保护单位，类型为近现代重要史迹及代表性建筑，公布时间为1987年6月。
廖笃才进士墓的历史年代为清代。